# Seven Oaks
Oak Grove es un lugar designado por el censo ubicado en el condado de Lexington, en el estado estadounidense de Carolina del Sur. 6 mi² fuera de Colombia La localidad en el año 2000 tiene una población de 15.755 habitantes en una superficie de 20.6 km², con una densidad poblacional de 775.2 personas por km². 

## Geografía
Oak Grove se encuentra ubicado en las coordenadas 34°2′57″N 81°8′31″O / 34.04917, -81.14194. Según la Oficina del Censo, el pueblo tiene un área total de 20,6 km² (8 mi²), de la cual 20,3 km² (7,8 mi²) es tierra y 0,3 km² (0,1 mi²) (1.38%) es agua.

### Localidades adyacentes
El siguiente diagrama muestra a las localidades en un radio de 12 kilómetros (7,5 mi) de Seven Oaks.

## Demografía
En el 2000 la renta per cápita promedia del hogar era de $47.019, y el ingreso promedio para una familia era de $58.890. El ingreso per cápita para la localidad era de $22.388. En 2000 los hombres tenían un ingreso per cápita de $37.508 contra $27.940 para las mujeres. Alrededor del 6.80% de la población estaba bajo el umbral de pobreza nacional. 